# M (1951)
M is een Amerikaanse film noir uit 1951 onder regie van Joseph Losey. De film is een nieuwe versie van de gelijknamige film uit 1931 onder regie van Fritz Lang.

## Verhaal
De klopjacht naar een kindermoordenaar gebeurt zo grondig dat de rest van de onderwereld van Los Angeles amper nog kan functioneren. De leider van het misdaadsyndicaat organiseert met een aantal bandieten zelf een speurtocht naar de kindermoordenaar. Daardoor houdt hij de politie weg van hen.

## Rolverdeling
| Acteur          | Personage             |
| --------------- | --------------------- |
| David Wayne     | Martin W. Harrow      |
| Howard Da Silva | Inspecteur Carney     |
| Martin Gabel    | Charlie Marshall      |
| Luther Adler    | Dan Langley           |
| Steve Brodie    | Lt. Becker            |
| Raymond Burr    | Pottsy                |
| Glenn Anders    | Riggert               |
| Norman Lloyd    | Sutro                 |
| Walter Burke    | MacMahan              |
| John Miljan     | Blinde ballonverkoper |
| Roy Engel       | Commissaris Regan     |
| Janine Perreau  | Laatste meisje        |
| Leonard Bremen  | Lemke                 |
| Benny Burt      | Jansen                |
| Bernard Szold   | Bewaker               |